# 水谷武子
水谷 武子（みずたに たけこ、1930年代 - 2005年）は、日本の漫画家、挿絵画家である。水谷 たけ子（みずたに たけこ）とも。楳図かずおのデビュー作『森の兄妹』を合作したことで知られる。

## 人物・来歴
詳細な生年月日は不明であるが、1930年代、京都府京都市に生まれる。1946年（昭和21年）、『少國民新聞』（現在の『毎日小学生新聞』）に掲載された手塚治虫の『マァチャンの日記帳』に衝撃を受ける。1951年（昭和26年）、デビュー以前、神戸市在住の中学生でのちにギャラリスト（ギャラリーユマニテ）となる西岡務、富山県高岡市の藤本弘（藤子・F・不二雄、1933年 - 1996年）、奈良県五條市の楳図かずお（1936年 - ）、のちにCMディレクターとなる西久保弘光らとともに「改漫クラブ」の設立に参加する。1954年（昭和29年）、『月姫物語』でデビューする。
牧美也子とともに「トキワ荘」に出入りしていた。
『森の兄妹』の復刻版が2005年（平成17年）11月20日に発行されたので、それに協力した松本零士が水谷に贈本して自宅に電話している。翌日、再度電話したところ、電話を受けた実弟によれば急に危篤状態に陥っており、電話には出て話したが、それが水谷の最後のことばであったという。70歳前後で没。

## 作品
国立国会図書館蔵書を中心としたおもな作品の一覧である。特筆以外は「水谷武子」名義である。
- 『月姫物語』、丸山東光堂、1954年発行 - デビュー作
- 『ウララちゃん』、『少女』連載、光文社、1955年
- 『森の兄妹』、共著ウメヅカズヲ（楳図かずお）、トモブック社、1955年6月発行
  - 復刻版 : 小学館クリエイティブ、2005年11月20日発行 ISBN 477803015X
- 『おとぎ姫』（旧題『○○姫のおとぎどうちゅう』）、水谷たけ子名義、『りぼん』連載、集英社、1956年 - 1967年
- 『楽屋うらのバレリーナ』、水谷たけ子名義、『少女クラブ』第34巻第10号掲載、講談社、1956年8月発行
- 『どんな方かしら』、『少女』連載、光文社、1957年
- 『小鳩くるみちゃん』、『少女』連載、光文社、1957年 - 1958年
- 『おてんばてんちゃん』、『5年の学習』第12巻第2号掲載、学習研究社、1957年5月発行
- 『宿屋のきょうだい』、『少女クラブ』第35巻第7号掲載、講談社、1957年6月発行
- 『ゼロくんとウララちゃん』、共著寺田ヒロオ、『児童漫画』、東京児童漫画会、1957年
- 『ありさちゃん』、『少女クラブ』第35巻第7号 - 第37巻第13号連載、講談社、1957年8月 - 1959年11月発行
- 『天使の小箱』、『少女クラブ』第35巻第11号掲載、講談社、1957年9月発行
- 『わたしのおかあさん』、おもしろ漫画文庫184、集英社、1958年発行
- 『アンテナピン子』、
  - 『中学一年コース』第3巻第1号 - 同巻第12号連載、学習研究社、1959年4月 - 1960年3月発行
  - 『中学二年コース』第4巻第1号掲載、学習研究社、1960年4月発行
- 『ゆうだち』、『こばと』第2巻第8号掲載、集英社、1959年8月発行
- 『あきのやま』、『こばと』第2巻第10号掲載、集英社、1959年10月発行
- 『のんびりのん子ものがたり』、『ひとみ』連載、秋田書店、1961年
- 『ポッポちゃんのおたより』、『りぼん』連載、集英社、1959年
- 『ドレミちゃんのひみつ』、『りぼん』連載、集英社、1960年
- 『マア子もおいで』、『少女クラブ』第38巻第1号 - 同巻第11号連載、講談社、1960年1月 - 同年9月発行
- 『無軌道とろっこさん』、『中学一年コース』第4巻第1号掲載、学習研究社、1960年4月
- 『やんちゃのぺんたくん』、『こばと』第3巻第5号 - 第3巻第15号連載、集英社、1960年4月 - 同年12月発行
- 『いじわるベビーとパア子ちゃん』、『ひとみ』連載、秋田書店、1961年
- 『あのねピョコタン』、『りぼん』連載、集英社、1961年
- 『タイミングのテカ子』、水谷たけ子名義、『中学生画報』第1巻第3号掲載、秋田書店、1961年6月発行
- 『あんずちゃんだもん』、『りぼん』連載、集英社、1962年
- 『スタイルちゃん』、『りぼん』連載、集英社、1960年代
- 『ちいさなひみつ』、『りぼん』掲載、集英社、1960年代
- 『ちいちゃなおとうさん』、『りぼん』掲載、集英社、1960年代
- 『ふたりのぽっくり』、『なかよし』掲載、講談社、1960年代
- 『日本の国土のはなし 3000キロの島国』、水谷たけ子名義、岩崎明、おはなし社会科シリーズ19、ポプラ社、1969年発行 - 絵
- 『大むかしの生物』、水谷たけ子名義、樋口善一、理科の実験観察シリーズ3、ポプラ社、1970年発行 - 絵
- 『水のはなし』、水谷たけ子名義、田沢与光、理科の実験観察シリーズ26、ポプラ社、1972年発行 - 絵
- 『物の変化』、水谷たけ子名義、田沢与光、理科の実験観察シリーズ46、ポプラ社、1973年発行 - 絵
- 『日本の国土』、水谷たけ子名義、岩崎明、新・おはなし社会科17、ポプラ社、1980年発行 - 絵
- 『溶接のおはなし』、水谷たけ子名義、手塚敬三、日本規格協会、1981年発行 - 絵
- 『新しい時代の標準化』、水谷たけ子名義、『標準化と品質管理』第34巻第11号掲載、日本規格協会、1981年11月発行 - イラスト
- 『図解パーソナルコンピュータ MZ-80』、水谷たけ子名義、共著緒方健二、誠文堂新光社、1982年2月発行
- 『変動の時代の標準化』、水谷たけ子名義、『標準化と品質管理』第35巻第11号掲載、日本規格協会、1982年11月発行 - イラスト
- 『歌遊びから発展させる ダンスと音楽劇』、水谷たけ子名義、横山幸博、文教書院、1983年発行 - 画
- 『仲間づくりのための 楽しいゲーム・ダンス』、水谷たけ子名義、関益久、文教書院、1983年発行 - 画
- 『コンピュータ』、水谷たけ子名義、緒方健二、ニューメディア2001-1、国土社、1984年発行 ISBN 4337255028 - 画
- 『日本の国土』、水谷たけ子名義、岩崎明、新・おはなし社会科17、ポプラ社、1984年発行 - 画
- 『中堅・中小企業のためのTQC』、水谷たけ子名義、『標準化と品質管理』第37巻第4号 - 同巻第12号連載、日本規格協会、1984年4月 - 同年12月発行
- 『ニューメディア』、水谷たけ子名義、緒方健二、ニューメディア2001、国土社、1987年1月発行 ISBN 433725501X - 画
- 『人工知能』、水谷たけ子名義、緒方健二、ニューメディア2001、国土社、1987年1月発行 ISBN 4337255044 - 画
- 『21世紀の社会』、水谷たけ子名義、緒方健二、ニューメディア2001、国土社、1987年1月発行 ISBN 4337255052 - 画
- 『ネットワーク時代』、水谷たけ子名義、緒方健二、ニューメディア2001-3、国土社、1987年発行 ISBN 4337255036 - 画
- 『品質管理の手法』、水谷たけ子名義、三瓶滋、『標準化と品質管理』第41巻第4号掲載、日本規格協会、1988年4月発行 - イラスト
- 『女性による品質管理活動』、水谷たけ子名義、磯部邦夫、『標準化と品質管理』第44巻第8号掲載、日本規格協会、1991年8月発行 - イラスト
- 『歴史の中の品質管理 - 建築における尺度制を中心に』、水谷たけ子名義、荒木睦彦、『標準化と品質管理』第44巻第9号掲載、日本規格協会、1991年9月発行 - イラスト
- 『これからのモチベーション 21世紀に向けて』、水谷たけ子名義、近藤良夫・坂本昭三・加古昭一・大日文雄・菅原修・坪田正行・富岡敬之・石井榮一・田川正則・村上信之・田中達男・平井直治・北川佳男、『標準化と品質管理』第45巻第7号 - 第46巻第9号連載、日本規格協会、1992年7月 - 1993年9月発行 - イラスト
- 『マンガ土地改良偉人伝 広淵沼物語』、水谷たけ子名義、『圃場と土壌』第29巻第12号掲載、、日本土壌協会、1997年12月発行
- 『まんが高須輪中の歴史と地理 水と生きる高須輪中』、水谷たけ子名義、岐阜県高須輪中土地改良事業所、2000年1月発行
- 『明正井路開削と矢島義一』、水谷たけ子名義、大分県、明正井路2002年　発行　明正土地改良区保存

## 関連事項
- 楳図かずお
- 松本零士
- 牧美也子
- トキワ荘